# Histoire croisée
L'histoire croisée est un concept historiographique développé par Bénédicte Zimmermann et Michael Werner (de l'EHESS). Dans sa démarche, l'histoire croisée propose une approche relationnelle et  interdisciplinaire se nourrissant entre autres du comparatisme, des études de transfert ainsi que de l'histoire connectée.

## Définition et champ historique
Bénédicte Zimmermann et Michael Werner situent l'histoire croisée comme appartenant « à la famille des démarches “relationnelles” qui, à l’instar de la comparaison, des études de transfert et, plus récemment, de la Connected et de la Shared history, interrogent des liens, matérialisés dans la sphère sociale ou simplement projetés, entre différentes formations historiquement constituées ».
De même qu'à la suite de la Seconde Guerre mondiale, puis de la fin de la guerre froide (1989), l'histoire comparée s'est déployée sur le terrain fécond des relations franco-allemandes, de même « l'histoire croisée et avant elle les études de transferts sont redevables des impulsions du laboratoire franco-allemand » que représente la coopération entre chercheurs français et chercheurs allemands.

## Problèmes et méthodologie de l'histoire croisée
L'histoire croisée est une approche de l'historiographie multi-perspective, de l'histoire transnationale. Elle s'inspire des sciences sociales françaises et se fonde sur la critique d'approches comparatives et de transfert. Car ceux-ci se confondaient avec leurs objets d'enquête (La science historique se constitue lorsqu'il y a une distance impersonnelle entre l'objet étudié et l'historien)  Cela crée donc des conflits avec les tendances comparatives de l'historiographie transnationale. Le but est - comme pour toutes les formes d'histoire globale ou d'autres concepts historiques multi-perspectives - de surmonter la limitation de la perspective à l'État-nation (comme dans l'histoire nationale)
En effet, dans un monde de plus en plus globalisé, il apparait que nombre de phénomènes ne peuvent plus se penser à l'approche nationale, mais demandent au contraire une approche transnationale, tout au plus planétaire, au-delà des historiographies d'autrefois.
Bénédicte Zimmermann et Michael Werner définissent donc l'Histoire croisée comme une histoire enchevêtrée qui se concentre sur les transferts mutuels de deux ou plusieurs objets de comparaison (par exemple, les nations, les civilisations, les régions, etc.) afin d'examiner le caractère du processus historique, des influences mutuelles et des mécanismes de réception. Contrairement à l'analyse de comparaison et de transfert, cette approche est basée sur une méthode d'analyse à partir de plusieurs perspectives, à l'aide de laquelle les distorsions et les désalignements dans l'acquisition des connaissances historiographiques peuvent être évités. La méthode est destinée à remplacer le point d'observation singulier traditionnellement habituel dans la littérature comparative, qui comporte le risque de produire des résultats unilatéraux. En examinant un problème sous des angles différents, il faut maintenant obtenir des interprétations et des résultats fiables qui rendent justice à la relation mutuelle des objets d'enquête donnés.
Il ne s’agit plus de mettre en regard quelques réalités ou bien de confronter des expériences à  points communs et divergences,  et ce, dans une vision immobile du réel.
D'une part, les asymétries des cas de comparaison respectifs devront être clarifiées, car une « différence dynamique» des points de vue résulte de leur comparaison croisée. D'autre part, la procédure d'entrelacement tente de surmonter le manque d'objectivité totale du scientifique, ce qui peut difficilement être évité dans les sciences sociales et culturelles. Selon Werner et Zimmermann, la pluralité des points d'observation crée automatiquement un moment de réflexivité qui garantit la justesse méthodique de l'historien à travers le changement constant de  : « Un contexte explicatif réflexif émerge donc, et d'où lequel sa propre position est systématiquement remise en question et corrigée en fonction de la configuration »[réf. souhaitée]
Il convient donc de mettre en perspective les échanges, les circulations des hommes, des biens, des idées, les phénomènes de connexions et de transferts culturels, tout en privilégiant une approche neuve, dynamique. Il n'est alors plus tant question d'histoire comparée que d'histoire croisée ou bien d'histoire connectée, de world history.

### Sources
- (de) Cet article est partiellement ou en totalité issu de l’article de Wikipédia en allemand intitulé « Histoire croisée » (voir la liste des auteurs).